# Negueruela
Negueruela es una localidad despoblada de La Rioja (España), perteneciente al municipio de Cidamón, que se sitúa entre las localidades de Hervías y San Torcuato. Se ubica en lo alto del Valpierre, una gran llanura situada entre los valles del Ebro, Oja, Najerilla y Tuerto. Es una de las históricas catorce villas que conformaban la Junta del Valpierre.
Parte de las ruinas de la iglesia y de algunas edificaciones adyacentes se puede ver todavía (2021), a unos 2,1 km al norte de dicha localidad.

## Historia
Era del señorío de los condes de Hervías. Fue primer vizconde de Negueruela  Francisco Manso de Zúñiga, arzobispo de México, obispo de Cartagena, y arzobispo de Burgos, primer conde de Hervías por gracia de Felipe IV, en 1651, quien además le concedió la facultad de designar el sucesor. Los condes de Hervías ponían alcalde.

## Demografía
Empadronado en 1571 entre los lugares del corregimiento de Santo Domingo de la Calzada por 11 vecinos o 55 almas. En el Diccionario geográfico de Barcelona de 1830 figura con 18 vecinos, 86 almas. En el censo de la provincia de Logroño aparece con 9 vecinos, 43 almas.